# 广东省济广监狱
广东省济广监狱，是中华人民共和国广东省肇庆市四会市下辖的一个类似乡级单位。
这一类似级单位应是同处四会市的两所省属监狱——广东省肇庆监狱（位于四会市城中街道）和广东省四会监狱（位于四会市济广塘）所在。

## 行政区划
2017年时，在国家统计局网站所列数据中，广东省济广监狱辖区仅有广东省济广监狱虚拟社区。同年5月，广东省怀集监狱更名为广东省肇庆监狱。7月，广东省肇庆监狱正式启用。
2018年时，广东省济广监狱下辖以下地区：广东省肇庆监狱类似居委会和广东省济广监狱类似居委会。